# Christina Grimmie
Christina Grimmie (Marlton (New Jersey), 12 maart 1994 – Orlando (Florida), 10 juni 2016) was een Amerikaanse zangeres, songwriter, actrice en youtuber die op 15-jarige leeftijd werd ontdekt en daarna snel populairder werd. Ze werd op 22-jarige leeftijd na afloop van een concert doodgeschoten.

## Biografie
Als kind was ze al veel bezig met zingen, en ze wist dat ze later meer hiermee wilde doen. Dit werd verder versterkt toen ze piano leerde spelen. 
Haar eerste video zette ze online als een soort weddenschap met vrienden. Hierdoor ontstond geleidelijk aan een fanbase, die ze later 'Team Grimmie' en haar 'Frands' (fans + friends) ging noemen. Christina speelde piano puur op gehoor, ze kon geen noten lezen.
In 2009 begon de toen 15-jarige Grimmie haar eigen YouTube-kanaal (zeldaxlove64), waarop ze eigen covers van bekende nummers postte. De eerste eigen cover die ze postte was Don’t Wanna Be Torn van Hannah Montana. Ze verwierf hiermee al gauw steeds meer bekendheid. Dankzij haar cover van My Heart Will Go On, een nummer van Celine Dion, trok ze de aandacht van Brian Teefey, de stiefvader van Selena Gomez. Hij contacteerde Grimmie in 2010 om zich aan te bieden als haar manager. Grimmie ging samen met Gomez op tour in 2011. (We Own The Night Tour). Datzelfde jaar bracht Grimmie haar debuutalbum uit, Find Me, met daarop acht nummers met onder andere Liar Liar en Advice.
In 2013 bracht ze een album uit, With Love. In 2014 nam ze deel aan The Voice. In dat seizoen werd zij derde. Na The Voice hadden Adam Levine en Lil Wayne interesse om haar een platencontract aan te bieden bij hun eigen label, maar Grimmie koos voor Island Records.
In 2015 kwam haar eerste single uit, Must Be Love. Met dit album ging ze weer samen op tour met Selena Gomez voor de 'Stars Dance Tour'. Op 27 mei 2015 won ze de Rising Star Contest van iHeartRadio. In september van dat jaar mocht ze het iHeartRadio Music Festival openen.
In 2016 bracht ze een tweede EP uit, Side A. In het voorjaar van 2016 ging ze op tour met Rachel Platten (The Wildfire Tour), en met de band Before You Exit (All The Lights Tour), wat ze nooit afmaakte. Ook kreeg ze een van de hoofdrollen in The Matchbreaker, een film die uitkwam in oktober 2016.

## Overlijden
Op de avond van 10 juni 2016 gaf Grimmie een concert in het Plaza Live Theater van Orlando. Na afloop van het concert had ze een ontmoeting met haar fans, toen ze van dichtbij werd neergeschoten door de 27-jarige Kevin James Loibl, die hierna zichzelf doodschoot. Grimmie werd nog naar het ziekenhuis van Orlando gebracht, maar ze overleed enkele uren later aan haar verwondingen.

## Nasleep
Van 11 augustus tot 1 september verscheen er wekelijks een muziekvideo van haar EP 'Side A'. Het geheel van de video's vormde een kortfilm.
Het verhaal gaat over Jessica Blue, die haar weg in de wereld probeert te vinden. Op zoek naar liefde, vriendschap en muziek.

##### The Ballad Of Jessica Blue
1. Snow White[9]
2. Anybody's You[10]
3. Deception[11]
4. Without Him[12]

Op 6 oktober 2016 kwam haar 'on-screen' film uit, The Matchbreaker. Hierin verscheen ze als Emily, samen met Wesley Elder die een jongen genaamd Ethan speelt. In deze film zong ze verschillende jazzliedjes, zoals 'My Buddy'.
Ze was haar hele carrière een onafhankelijke artiest zonder platenlabel, maar 13 februari 2017 werd bekendgemaakt dat Universal Music haar toekomstige muziek zou uitbrengen.
Haar familie is tot op het heden bezig met het uitbrengen van haar muziek. Op 17 februari 2017 kwam haar single 'Invisible' uit, waarop doorheen 2017 andere liedjes volgden. Alle opbrengsten van Invisible en Side B gaan naar het 'Christina Grimmie Memorial Fund'.
Op 9 juni kwam haar nieuwe album All is Vanity uit. Dit album bevatte de vier liedjes vanop de EP en verschillende nieuwe en oudere liedjes die ze voor haar dood had afgewerkt.

### Rechtszaak
Nabestaanden van Grimmie spanden in december 2016 een rechtszaak aan wegens nalatigheid en dood door schuld tegen Anschutz Entertainment Group, het bedrijf dat het fatale concert had gepromoot. Ook het beveiligingsteam en het bedrijf dat de zaal verhuurde werden aangeklaagd.
- International Standard Name Identifier: 0000 0004 0735 1794
- MusicBrainz: 94d40ba7-2b35-48ae-86f1-66ea06102693
- Virtual International Authority File: 338154590233243082505